# 12478 Suzukiseiji
12478 Suzukiseiji (1997 EX25) là một tiểu hành tinh vành đai chính được phát hiện ngày 7 tháng 3 năm 1997 bởi T. Okuni ở Nanyo.